# Vandeae
Vandeae es una gran tribu monofilética dentro de la familia de las orquídeas.
Esta tribu contiene entre 1700 y 2000 especies en más de 150 géneros. La clasificación de los taxones dentro de la tribu está aún basado en la morfología floral. Solo unos pocos intentos se han hecho para obtener una clasificación basada en la evidencia molecular, generalmente sobre la base de datos de la secuencia de varios plastidios codificados del ADN.
Estas orquídeas son pantropicales de hábitos epífitas y se encuentran en Asia tropical, las islas del Pacífico, Australia y África. Muchas de estas orquídeas son importantes para la horticultura, especialmente Phalaenopsis.
Esta tribu se subdivide en  subtribus:
- Aerangidinae
- Aeridinae
- Agrostophyllinae
- Angraecinae
- Bromheadiinae
- Polystachyinae